# Hidromorfona
A hidromorfona, também conhecida como di-hidromorfinona, e vendida sob o nome comercial Dilaudid, entre outros, é um opioide utilizado no tratamento dores moderadas a fortes. Usualmente, o uso a longo prazo é recomendado apenas para dores causadas por câncer. Pode ser administrado por via oral, intravenosa, intramuscular ou subcutânea. Os efeitos se iniciam, em média, dentro de meia hora e se estendem por até cinco horas.
Os efeitos colaterais mais comuns incluem tontura, sonolência, náusea, coceira e constipação.Os efeitos colaterais graves podem incluir abuso, hipotensão arterial, convulsões, depressão respiratória e síndrome da serotonina. A redução rápida da dose pode ocasionar efeitos indesejados por abstinência de opioides. O uso durante a gravidez ou amamentação não é recomendado na maioria dos casos. Acredita-se que a hidromorfona atua ativando os receptores opióides, principalmente no cérebro e na medula espinhal. Hidromorfona, admInistrada por via intravenosa em 2dose de  mg, é equivalente a aproximadamente 10 mg morfina também intravenosa.
A hidromorfona foi patenteada em 1923. Ela está disponível em forma de medicamento genérico. Em 2017, foi o 205º medicamento mais prescrito nos Estados Unidos, com mais de dois milhões de prescrições. A hidromorfona é derivada da morfina.

## Uso médico
A hidromorfona é usada para tratar dores moderadas e intensas. Pode ser administrada por via oral ou por injeção na veia, músculo ou pele . Uma metanálise da Cochrane feita em 2016 não encontrou diferença significativas entre a hidromorfona outros opioides usados em tratamento de dor proveniente do câncer.

## Efeitos adversos
Os efeitos adversos da hidromorfona são semelhantes aos de outros analgésicos opioides potentes, como a morfina e a heroína. Os efeitos colaterais mais graves provocados pelo uso da hidromorfona incluem depressão respiratória retenção urinária, broncoespasmos e, às vezes, depressão circulatória. Os efeitos colaterais mais comuns são tontura, sedação, coceira, prisão de ventre, náusea, vômito, dor de cabeça, transpiração e alucinações. Esses sintomas são comuns em pacientes ambulatoriais e em pessoas que não sentem dor intensa.
O uso simultâneo de hidromorfona com outros opioides, relaxantes musculares, calmantes, sedativos e anestésicos gerais provoca um aumento significativo do risco de depressão respiratória, que pode evoluir para coma ou morte. A ingestão de benzodiazepínicos (como o diazepam) em conjunto com hidromorfona aumenta os efeitos colaterais, como tonturas e dificuldade de concentração. Caso o uso simultâneo desses medicamentos for necessário, o ajuste da dose deve ser feito com acompanhamento médico.

### Desequilíbrio hormonal
Assim como ocorre com outros opioides, a hidromorfona (principalmente durante o uso crônico e em dosagens altas) está associada a hipogonadismo temporário ou desequilíbrio hormonal.

### Neurotoxicidade
Em casos de uso prolongado, alta dosagem e/ou disfunção renal, a hidromorfona tem sido associada a sintomas provocados pela neuroexcitação, como tremores, mioclonia, agitação e dinfuções cognitivas. No entanto, sua toxicidade é menor se comparada a outras classes de opióides, como a classe dos sintéticos petidina em particular.